# Kafr Malik
Kafr Malik, en arabe : كفر مالك, est un village du gouvernorat de Ramallah et Al-Bireh en Palestine. Il est situé à 17 km au nord-est de Ramallah et au centre de la Cisjordanie.
Selon le recensement du bureau central palestinien des statistiques, la localité compte une population de 2 946 habitants en 2017.

## Histoire

### Occupation israélienne
Le 23 juin 2025, des soldats israéliens abattent Ammar Hamayel, un jeune palestinien de 13 ans, d’une balle dans le dos alors qu’il se promenait avec un ami. 
Le village est attaqué par des colons israéliens le 25 juin 2025 au soir, lors des funérailles de l'adolescent tué deux jours plus tôt. Des dizaines d'assaillants surgissent simultanément des routes qui conduisent vers le village, brulant plusieurs maisons et agressant des habitants. L'armée israélienne se déploie pour protéger les colons et tue trois Palestiniens : Loutfi Sabri, 18 ans, Mourshid Hamayel, 35 ans et Mohammad Alnaji, 20 ans. Au moins huit autres habitants, dont des mineurs, ont été blessés par balles.